# ينس أندرياس هيورث بوغ
ينس أندرياس هيورث بوغ (بالنرويجية البوكمول: Jens Andreas Hjort Bugge)‏ هو كاتب وشخصية أعمال نرويجي، ولد في 20 يونيو 1859 في ماندال في النرويج، وتوفي في 8 نوفمبر 1939.